# 1974 chez Disney
L'année 1974 au sein de la société Walt Disney Productions est marquée par la suite à succès d’Un amour de Coccinelle (1968), Le Nouvel Amour de Coccinelle mais aussi les soucis de la période « Qu'aurait fait Walt ? ». Le parc Disneyland est lui marqué parc le premier décès d'une employée.

## Résumé
Les recettes de l'entreprise continuent de grimper avec 385 millions d'USD. Toutefois un article intitulé Working for Mickey Mouse est publié dans le numéro 2 du magazine Inside Comics évoque les conditions de travail au sein du studio. C'est dans cet article qu'apparait la première fois selon Mark Arnold la question « How Would Walt have done it? » (Qu'aurait fait Walt ?). L'article évoque comment le brillant de Disney s'est terni et comment malgré de bon résultat financier l'entreprise Disney s'érode. L'article se concentre sur la personnalité de David Marlow, un monteur ayant démissionné au bout de trois mois de l'antenne de New York à cause du rejet de ses propositions de films. Cette agence compte cinq monteurs mais considérés comme des boucs émissaires et sans respect de la part du siège californien. Lors de son entretien d'embauche, Marlow n'avait pas fait assez bonne impression par son manque de connaissance des productions récentes du studio et il a du visionner 54 films pour y trouver la formule Disney. Grâce à cela il a pu relever quelques thèmes récurrents comme la chasse et les armes, les comédies de situation, les femmes reléguées en cuisine après le mariage, les héros universitaires ou veufs et les comédies musicales.
L'université California Institute of the Arts s'installe dans son propre campus. L'établissement permet de former de nouveaux talents pour les productions en cours comme Les Aventures de Bernard et Bianca (1977) et Rox et Rouky (1981). Même si les choses ne se sont pas passé aussi simplement que le décrit Bob Thomas dans Building a Company l'école est considérée encore de nos jours comme un lieu de formation de qualité dans le domaine des arts.

### Productions audiovisuelles
Le plus grand succès de l'année au cinéma est la suite d’Un amour de Coccinelle (1968), Le Nouvel Amour de Coccinelle. Le film n'est pas aussi bien que le premier opus en raison de l'absence des acteurs originaux mais il rapporte au box-office. Ce film conforte le studio Disney dans le rôle de leader du secteur des films familiaux mais pas pour longtemps en raison des trop nombreuses suites et des autres films ternes. Les Monty Python parodient même le film dans la bande annonce de Monty Python : Sacré Graal ! (1975)
L'autre grand succès du studio en 1974 est le troisième moyen métrage de la franchise Winnie l'ourson, Winnie l'ourson et le Tigre fou qui sera compilé avec les deux précédents en 1977 pour devenir le long métrage Les Aventures de Winnie l'ourson. Le studio nourrit de grands espoirs avec la sortie en fin d'année du film L'Île sur le toit du monde avec même une zone dédiée à Disneyland (voir ci-dessous).
Le studio ressort à la fois des longs métrages comme Alice au pays des merveilles (1951), Fidèle Vagabond (1957) et Lieutenant Robinson Crusoé (1966) mais aussi des courts métrages de Mickey Mouse comme Mickey marque un essai, Marin malgré lui ou Mickey's Mellerdrammer. Mark Arnold considère le film Le Voyage fantastique de Sinbad (1973) comme une production que le studio Disney aurait produire. Le premier film de la franchise Benji, Benji est produit par la Metro-Goldwyn-Mayer, Disney rachètera la licence et sortira le quatrième film en 1987, Benji la malice.
Les productions télévisuelles pour The Wonderful World of Disney sont toujours aussi nombreuses avec une dizaine de téléfilms. Le studio produit aussi deux émissions spéciales l'une liée au Nouvel Amour de Coccinelle Herbie Day at Disneyland qui présenté la voiture dans le parc Disneyland et Sandy in Disneyland avec Sandy Duncan. Trois projets d'émissions intitulées Harness Fever, Incident at Hawk's Hill et Ragwing seront recyclées plus tard. Le premier conserve son nom mais n'est diffusé qu'en 1977. Le second deviendra The Boy Who Talked to Badgers et le troisième The Sky's the Limit diffusé en 1975.

### Parcs à thèmes et loisirs
À Disneyland l'attraction America Sings ouvre dans l'espace libéré par le Carousel of Progress parti en Floride. Mais l'attraction est marquée par le décès du premier cast member de l'histoire des parcs. Deborah Gail Stone, une employée saisonnière âgée de 18 ans, est écrasée dans l'attraction. Une zone intitulée Discovery Bay dédiée au film L'Île sur le toit du monde dont la sortie est prévue en fin d'année, est envisagée dans le parc Disneyland avec un ballon dirigeable de taille réelle. Mais le succès du film n'est pas au rendez-vous et le projet annulé.
À Walt Disney World, au Magic Kingdom, plusieurs attractions sont ajoutées comme l'attraction Circle-Vision 360° qui reçoit un nouvel film Magic Carpet 'Round the World, StarJets, un agrandissement de Grand Prix Raceway sponsorisé par Goodyear. Le déménagement du Carousel of Progress depuis Disneyland avec une ouverture prévue pour 1974 prend du retard et n'ouvre qu'en janvier 1975. L'attraction Space Mountain est en travaux. En dehors du parc, l'île de Discovery Island ouvre au public ainsi que l'hôtel The Golf Resort.
Le projet de station de ski de Disney's Mineral King Ski Resort est officiellement abandonné.

### Autres médias
Disneyland Records édite un album sur l'attraction America Sings qui a ouvert et une nouvelle version de la The Mickey Mouse March. Cette sortie est réalisée en prévision de la nouvelle version de l'émission The Mickey Mouse Club en 1975. Le label produit aussi des albums pour le film Robin des Bois (1973) et Winnie l'ourson et le Tigre fou qui avec America Sings seront nommés au Grammy Awards dans la catégorie enfants, Winnie l'ourson gagnant la récompense
Globalement Gold Key Comics poursuit ses publications de comics mais stoppe O'Malley and the Alley Cats. Une nouvelle séries The New Adventures of Robin Hood basée sur le film est publiée ainsi que deux deux one-shots Donald and Daisy et The Best of Walt Disney Comics, compilations d'histoires déjà publiées.
Fawcett Publications arrête la publication du magazine Walt Disney's Fun to Know le 8 janvier 1974 après 16 numéros et celle du magazine Disneyland le 30 juillet 1974 au bout de 99 numéros.
Publications Gold Key Comics
- Donald Duck
- Mickey Mouse
- Uncle Scrooge
- Walt Disney's Comics and Stories
- The Beagle Boys
- Huey, Duey, Louie Junior Woodchunks
- Chip'n Dale
- Super Goof
- Scamp
- Walt Disney Comics Digest
- Walt Disney Showcase
- The Aristokittens
- O'Malley and the Alley Cats
- The New Adventures of Robin Hood

Les auteurs Don Thompson et Dick Lupott consacre un chapitre entier à Carl Barks dans leur ouvrage The Comic-Book Book, démontrant un intérêt croissant pour les comics. Le mystère du « bon artiste des canards » est dévoilé. L'ouvrage contient aussi un chapitre sur le comic strip Mickey Mouse de Floyd Gottfredson, encore en production.

### Futures filiales
En 1974, Capital Cities achète plusieurs médias de Fort Worth au Texas : le Fort Worth Star-Telegram, WBAP-AM et KSCS-FM. En raison de la faible rentabilité des cinémas, la division centre-ouest d'ABC Theatres, nommée ABC Great States est revendue à Henry Plitt, qui fonde Plitt Theatres. La transaction de 25 millions d'USD est finalisée le 10 mai 1974 et concerne 123 salles réparties dans deux entités State Theatre et Eau Claire. En parallèle la gestion de la division Ouest, comprenant les Rocheuses et la Californie, est prise en charge par la 20th Century Fox.

## Événements

### Janvier
- 6 janvier 1974, une commission du Comté de Tarrant valide l'achat par Capital Cities de plusieurs médias de Fort Worth au Texas : le Fort Worth Star-Telegram, WBAP-AM et KSCS-FM[7].
- 8 janvier 1974, Arrêt du magazine Walt Disney's Fun to Know de Fawcett Publications[2]

### Février
- 15 février 1974, Sortie du film Le Nouvel Amour de Coccinelle au Royaume-Uni[10],[11]

### Mars
- 15 mars 1974, Fermeture temporaire de l'attraction America the Beautiful au Magic Kingdom[12]
- 16 mars 1974, Ouverture de l'attraction Magic Carpet 'Round the World au Magic Kingdom remplaçant America the Beautiful[13]

### Avril
- 8 avril 1974, Ouverture de Discovery Island à Walt Disney World Resort[14]

### Mai
- 10 mai 1974, ABC Theatres vend sa division centre-ouest ABC Great States à Henry Plitt[8], qui fonde Plitt Theatres. La transaction de 25 millions d'USD est finalisée le 10 mai 1974 et concerne 123 salles réparties dans deux entités State Theatre et Eau Claire[9]

### Juin
- 6 juin 1974, Sortie du film Le Nouvel Amour de Coccinelle aux États-Unis[11]
- 29 juin 1974, Ouverture de l'attraction America Sings à Disneyland[12]

### Juillet
- 8 juillet 1974, Décès de Deborah Gail Stone, employée saisonnière âgée de 18 ans, écrasée dans l'attraction America Sings, premier cast member décédé en service[5]
- 30 juillet 1974, Arrêt du magazine Disneyland de Fawcett Publications[2]
- 31 juillet 1974, Sortie du film Mes amis les ours aux États-Unis[15],[16]

### Août
- 7 août 1974, Sortie du film Un cowboy à Hawaï aux États-Unis[17]

### Novembre
- 25 novembre 1974, Décès de Joe Rinaldi, scénariste
- 28 novembre 1974, Ouverture de l'attraction StarJets au Magic Kingdom de Walt Disney World Resort[18]
- 13 novembre 1974, Sortie du film Mes amis les ours en France[19]

### Décembre
- 16 décembre 1974, Sortie du film L'Île sur le toit du monde au Royaume-Uni[20],[21]
- 20 décembre 1974, 
  - Sortie du film Winnie l'ourson et le Tigre fou[22]
  - Sortie du film L'Île sur le toit du monde aux États-Unis[20],[21]